# Wiwilí de Nueva Segovia
Wiwilí de Nueva Segovia is een gemeente in het departement Nueva Segovia in Nicaragua. De gemeente ligt in het noorden van het land en telde 17.735 inwoners in 2014, waarvan 4551 in urbaan gebied (área de residencia urbano) wonen.

## Geografie
De gemeente ligt circa 25 kilometer van de grens met Honduras en de hoofdplaats bevindt zich op zo'n 300 km ten noorden van de landelijke hoofdstad Managua. De gemeente ligt aan de westelijke oever van de rivier Río Coco. Aan de andere kant van de rivieroever ligt Wiwilí de Jinotega. De omgeving wordt gekenmerkt door glooiende heuvels met hoogten variërend tussen 500 en 1500 meter. De hellingen met een graduatie tussen 20 en 45%, bestaan uit metamorfe gesteenten.

### Aangrenzende gemeenten
| Aangrenzende gemeenten | Aangrenzende gemeenten | Aangrenzende gemeenten  | Aangrenzende gemeenten | Aangrenzende gemeenten |
| ---------------------- | ---------------------- | ----------------------- | ---------------------- | ---------------------- |
|                        |                        | Honduras                |                        |                        |
|                        |                        |                         |                        |                        |
| Quilalí Murra          | Wiwilí de Jinotega     |                         |                        |                        |
|                        |                        |                         |                        |                        |
|                        |                        | Santa María de Pantasma |                        | El Cuá                 |

## Klimaat
In de regio heerst een tropisch savanneklimaat met een jaarlijkse neerslag van 1200-1500 mm verdeeld over de maanden mei tot oktober en sporadisch in de maanden januari en februari. De natste maanden zijn van augustus tot november en maart en april zijn de droogste maanden.

## Economie
Wiwilí ligt in agrarisch gebied, de hoofdactiviteiten bestaan uit landbouw, veeteelt en kleinhandel van niet-traditionele producten. De hoofdactiviteit is de teelt van mais en bonen, gevolgd door vee en koffie. Er worden ook bananen geoogst.